# Senador Pompeu
Pour les articles homonymes, voir Senador.
Senador Pompeu est une municipalité brésilienne de l’État du Ceará. En 2010, elle compte 26 494 habitants.

## Source
- (pt) Cet article est partiellement ou en totalité issu de l’article de Wikipédia en portugais intitulé « Senador Pompeu » (voir la liste des auteurs).